# Широківська територіальна громада (Луганська область)
Широківська селищна територіальна громада — територіальна громада в Україні, у Щастинському районі Луганської області, з адміністративним центром в селищі Широкий.

## Загальна інформація
Площа громади — 580,4 км², населення — 6 652 особи.

## Населені пункти
До складу громади входять селища Козачий, Степове, Розквіт, Талове, Широкий та села Благовіщенка, Вільне, Гарасимівка, Деркульське, Золотарівка, Красна Талівка, Красний Деркул, Олександрівка, Чугинка.

## Історія
Утворена 16 липня 2018 року шляхом об'єднання Широківської, Розквітненської та Чугинської сільських рад Станично-Луганського району.
12 червня 2020 року, відповідно до розпорядження Кабінету Міністрів України № 717-р «Про визначення адміністративних центрів та затвердження територій територіальних громад Луганської області», до складу громади включено території та населені пункти ліквідованих Красноталівської сільської громади (Красноталівська і Талівська сільські ради) та Герасимівської сільської ради Станично-Луганського району.
19 липня 2020 року, відповідно до постанови Верховної Ради України № 807-IX від 17 липня 2020 року «Про утворення та ліквідацію районів», громада увійшла до складу новоствореного Щастинського району Луганської області.